# Ragow-Merz
Ragow-Merz település Németországban, azon belül Brandenburgban. Lakosainak száma 496 fő (2023. december 31.).

## Népesség
A település népességének változása:
| Lakosok száma | 516  | 514  | 527  | 520  | 501  | 496  |
|               | 2015 | 2017 | 2020 | 2021 | 2022 | 2023 |